# Лопаткіни
Лопа́ткіни (рос. Лопаткин) — присілок у складі Слободського району Кіровської області, Росія. Входить до складу Денисовського сільського поселення.
Населення становить 2 особи (2010).